# アンテフ6世
アンテフ6世（Intef VI, 在位：紀元前1571年頃 - ?）は、古代エジプト第17王朝の第4代または5代ファラオ（王）。史料によってはアンテフ7世とも呼ばれる。即位名はネブケペルラー。

## 概要
記録に乏しい第17王朝時代で最も多くの記録が残っている王の一人である。上エジプト各地の多くの寺院を修復し、自らの名を刻んでおり、新しい神殿も築いている。コプトスの碑文の日付から、少なくとも3年間は統治したと考えられる。彼の行った事業の数を考慮するとこれよりもかなり長期間在位していた可能性もある。

### 家族構成
先代のアンテフ5世が残した碑文から、先代の王とは兄弟だったとされる。また、同時代の神殿碑文から、二人は同じ王朝のセケムラー・シェドタウイ・セベクエムサフ(セベクエムサフ1世もしくは2世)の息子であった事も判明している。王妃セベクエムサフは「王の姉妹」という称号を与えられており、この王は後継者のアンテフ7世かセナクトエンラーである可能性がある。

### 名前について
ネブケペルラー・アンテフがアンテフの名前で呼ばれた何人目の王であるかは、第二中間期の歴史的史料が乏しいこともあり、正確には分かっていない。多くの研究者は、暫定的にアンテフ6世もしくは7世と呼んでおり、この記事では最新の資料に従ってアンテフ6世と表記しているが、今後の発見次第ではさらに数字が繰り上げられる可能性がある。

### 王墓
アンテフ6世の墓は1800年代に盗掘者によって暴かれ、副葬品のいくつかは市場を通じて西洋人の収集家に渡った。その中の一つである棺は大英博物館が購入し、現在も展示されている。王墓そのものは1800年代末に学者によって発見されたが、その後再び場所が分からなくなっていた。2002年にドイツの調査隊によって再び発見され、ロイター通信によって大々的に世界へ向けて発信された。玄室の背後には泥レンガの小さなピラミッドが築かれ、外壁で囲まれていた他、その隣には礼拝堂が付属していた。